# Жмакино (Пензенская область)
Жмакино — деревня в Колышлейском районе Пензенской области, входит в состав Плещеевского сельсовета.

## География
Деревня расположена на берегу реки Колышлей в 5 км на запад от центра сельсовета села Плещеевка и в 15 км на юго-запад от районного центра посёлка Колышлей.

## История
Основана между 1747 и 1762 гг. поручиком Алексеем Петровичем Жмакиным, крестьяне из соседнего села Никольского, Подьячевка тож. По данным краеведа Е.В. Бочкарева, село возникло в 1709 г. (однако в обнаруженных материалах переписи 1747 г. эта деревня не упоминается). С 1780 г. — в составе Сердобского уезда Саратовской губернии. На карте Генерального межевания 1790 г. – д. Жмакино на левом берегу Колышлея. В 1795 г. д. Жмакина надворной советницы Манефы Ивановны Линицкой с прочими владельцами, 32 двора, 157 ревизских душ. Перед отменой крепостного права сельцо Жмакино показано за помещиком К.А. Якубовским, 104 ревизских души крестьян, 32 ревизских душ дворовых людей, 32 тягла (барщина), у крестьян 20 дворов на 20 десятинах усадебной земли (с огородами, гуменниками и конопляниками), 192 дес. пашни, 32 дес. сенокоса, 10 дес. выгона, у помещика 593,5 дес. удобной земли, в том числе 50 дес. леса и кустарника, сверх того 50 дес. неудобной земли. В 1911 г. – в Подьячевской волости Сердобского уезда, 78 дворов. 
С 1928 года деревня являлась центром сельсовета Колышлейского района Балашовского округа Нижне-Волжского края (с 1939 года — в составе Пензенской области). В 1955 г. – центральная усадьба колхоза имени Калинина. В 1980-е гг. — в составе Плещеевского сельсовета.

## Население
| 1795 | 1859 | 1911 | 1926 | 1939 | 1959 | 1979 |
| ---- | ---- | ---- | ---- | ---- | ---- | ---- |
| 314  | ↗429 | ↗571 | ↗694 | ↘558 | ↘356 | ↘154 |
| 1989 | 1996 | 2002 | 2010 |      |      |      |
| ↘75  | ↘60  | ↘45  | ↘17  |      |      |      |

## Известные люди
Жмакино — родина известного революционера-народника, первым стрелявшим в царя Александра II, Дмитрия Владимировича Каракозова (1840–1866).